# Albin Fechner
Albin Fechner (ur. 26 lutego 1913 w Bochum, zm. 9 lutego 1986 w Poznaniu) − polski śpiewak, baryton, pedagog.

## Życiorys
Kształcił się pod kierunkiem m.in. Adama Didura; w 1938 ukończył ze złotym wyróżnieniem Wielkopolską Szkołę Muzyczną w Poznaniu. W okresie międzywojennym pracował w poznańskim Banku Związku Spółek Zarobkowych, w latach 1936-1938 odbył służbę wojskową. Był wieloletnim solistą Teatru Wielkiego w Poznaniu; występował w tym charakterze jeszcze przed II wojną światową, następnie w latach powojennych (1945-1949) i ponownie od 1957. W latach 1949–1957 był solistą Opery Warszawskiej (przez pewien czas pracował też w administracji w Gdańsku i Krakowie). Wykonywał liczne pierwszoplanowe partie barytonowe, do najbardziej znanych wykonań należały role tytułowe w Rigoletto Verdiego i Mazepie Czajkowskiego, Jago w Otellu Verdiego, Scarpia w Tosce Pucciniego, Hrabia Tomski w Damie pikowej Czajkowskiego, Lord Henryk Ashton w Łucji z Lammermoor Donizettiego. Jubileusz 40-lecia pracy artystycznej (17 listopada 1978) Fechner uczcił w Poznaniu partią Miecznika w Strasznym dworze Moniuszki.
Występował na estradach w Polsce i poza krajem, m.in. w ZSRR, NRD, Jugosławii, Rumunii, Belgii, Włoszech. Był związany jako pedagog z Akademią Muzyczną w Poznaniu (od 1961), gdzie pełnił funkcję dziekana Wydziału Wokalnego. Stowarzyszenie Polskich Artystów Teatralnych i Filmowych - Związek Artystów Scen Polskich nadało mu tytuł członka zasłużonego (1979).
Został pochowany na cmentarzu Junikowo w Poznaniu w Alei Zasłużonych.

## Życie prywatne
Był żonaty z Anielą z domu Majorek (ur. 1917), również śpiewaczką (mezzosopran).

## Upamiętnienie
- Jego nazwisko widnieje na tablicy upamiętniającej artystów zasłużonych dla kultury polskiej, umieszczonej w 2020 roku na budynku przy ul. Odolańskiej 20 w Warszawie, w którym mieszkał[2].